# 45.ª Brigada Mixta (Ejército Popular de la República)
La 45.ª Brigada Mixta fue una unidad del Ejército Popular de la República creada durante la Guerra Civil Española.

## Historial
La 45.ª BM fue fundada el 31 de diciembre de 1936 sobre la base de la Columna Burillo, una unidad de milicias que había estado bajo el mando de un oficial de la Guardia de Asalto, el comandante Ricardo Burillo Stholle. Los batallones la columna («Otumba», «Dimitroff», «Voluntarios de Jaén» y «Voluntarios de Murcia») automáticamente pasaron a formar parte de la brigada mixta. Su primer jefe fue el comandante de infantería Antonio Rubert de la Iglesia.
Durante la batalla del Jarama la 45.ª BM se encuentra situada en el sector de Aranjuez, por lo que no toma parte en los combates. Entre el 9 y 13 de mayo de 1937 la brigada colaboró junto a otras unidades republicanas en un ataque contra la cabeza de puente de Toledo. Después fue enviada al Frente de Madrid, cubriendo el sector de la Cuesta de la Reina, para ser enviada de nuevo a cubrir el frente de Aranjuez. Durante el resto de la contienda no participó en ninguna operación de importancia. La 45.ª Brigada Mixta se disolvió el 27 de marzo de 1939, coincidiendo con el final de la guerra.
La brigada dispuso de un órgano de comunicación, titulado Adelante.

## Mandos
Comandantes
- Comandante de Infantería Antonio Rubert de la Iglesia;
- Comandante de Infantería Fernando Gallego Porro;
- Mayor de milicias Jesús Rubio Cerón
- Mayor de milicias Francisco Martos Martínez

Comisarios
- Rogelio Rodríguez de la Oliva;[3]
- Gregorio Barriopedro Corral;